# Ghurak
Gurak o Ghurak (... – 738) è stato un Ikhshīd sogdiano di Samarcanda.
Sovrano medievale sogdiano dell'Asia centrale durante la conquista islamica della Transoxiana. 
Nel 710 fu insediato come re di Samarcanda (Sogdiano: ikhshīd) dopo che la popolazione aveva rovesciato il suo predecessore Tarkhun, per le sue posizioni filo-islamiche. Il Governatore omayyade, Qutayba ibn Muslim, effettuò una spedizione militare contro Samarcanda ma alla fine confermò Gurak come suo sovrano. 
Gurak era un governante cauto e intelligente, e si barcamenò, con vari cambi di alleanze tra musulmani Arabi e Turgesh, di mantenere il trono. Dopo la disfatta islamica nella battaglia della strettoia del 731 fece di tutto per mettere al riparo la sua capitale dalle devastazioni belliche e riuscì a guadagnarsi una quasi-indipendenza con cui mantenne in vita il suo Stato fino alla sua morte nel 737 o nel 738. Il suo regno fu allora diviso tra i suoi parenti (noti alle fonti cinesi. 

Tu-ho, precedentemente principe di Kabudhan, ebbe Samarcanda, Me-chu'o fu re di Mayamurgh, mentre un certo Ko-lopu-lo, che era re di Ishtikhan nel 742, può forse essere identificato con il fratello di Gurak, Afarun.